# M'Haya
M'Haya (en àrab المهاية, al-Mhāya; en amazic ⵎⵀⴰⵢⴰ) és una comuna rural de la prefectura de Meknès, a la regió de Fes-Meknès, al Marroc. Segons el cens de 2014 tenia una població total de 26.395 persones.